# Космический трамвай
Космический трамвай — вариант системы космического запуска с помощью маглева. Начальная установка 1-го поколения будет только грузовой, имея начало на горной вершине на высоте от 3 до 7 км с трубой для эвакуации, остающейся на местном уровне поверхности; утверждалось, что около 150 000 т могут быть подняты таким способом на орбиту за год. Пассажирам системы 2-го поколения потребуются более совершенные технологии, а вместо более длинного пути труба будет постепенно изгибаться к концу на высоте более разреженного воздуху на высоте 22 км, поддерживаемая магнитной левитацией, снижая перегрузки при переходе капсулы из вакуумной трубки в атмосферу. В презентации SPESIF 2010 указывалось, что Gen-1 может быть завершен к 2020 году, если финансирование начнется в 2010 году, Gen-2 к 2030 году или позднее.

## История
Джеймс Р. Пауэлл изобрел концепцию сверхпроводящего маглева в 1960-х годах вместе с коллегой Гордоном Дэнби в Брукхейвенской национальной лаборатории. Гордон впоследствии разработал в современные маглев. Пауэлл позже стал соучредителем StarTram, Inc. вместе с доктором Джорджем Мейсом, аэрокосмическим инженером, который ранее работал в Брукхейвенской национальной лаборатории с 1974 по 1997 год и специализировался в таких областях, как нагрев при входе в атмосферу и дизайн гиперзвуковых транспортных средств.
Проект StarTram был впервые опубликован в статье 2001 года и запатентован, ссылаясь на статью 1994 года о MagLifter. Разработанная Джоном К. Мэнкинсом, который был менеджером Advanced Concept Research в NASA концепция MagLifter включала в себя помощь при запуске маглев для скорости нескольких сотен м/с и короткой трассой, с прогнозируемой эффективностью 90 %. Отмечая, что StarTram — это, по сути, MagLifter, взятый в гораздо большей степени, и MagLifter, и StarTram были обсуждены в следующем году в концептуальном исследовании, проведенном Захой Хадид для космического центра Кеннеди НАСА, также рассмотренном вместе Maglev 2000 с Пауэллом и Данби.
Последующий дизайнер развивает StarTram в версию 1-го поколения, версию 2-го поколения и альтернативный вариант версии 1.5.
Джон Ратер, который работал помощником директора по космическим технологиям (разработка программ) в НАСА, сказал:

Малоизвестный факт, что в середине 1990-х годов штаб-квартира НАСА, Центр космических полетов им. Маршалла и ключевые частные инноваторы предприняли попытку изменить основные парадигмы доступности космоса и его освоения. Как правило, в этих усилиях использовались методы электромагнитного запуска и новые подходы для электрических систем большой мощности в космосе.
… StarTram был задуман в первую очередь из принципа снижения стоимости и повышения эффективности доступа к пространству более чем в сто раз.
… Общая осуществимость и стоимость подхода StarTram были подтверждены в 2005 году тщательным исследованием «комиссии по убийствам», проведенным в Национальной лаборатории Сандиа.
Оригинальный текст (англ.)It is a little known fact that an effort was made in the mid-1990s by NASA HQ, Marshall Space Flight Center, and key private innovators to change the basic paradigms of space access and development. Generically these efforts involved electromagnetic launch methods and new approaches for high power electrical systems in space.

... StarTram was conceived from first principles to reduce the cost and improve the efficiency of space access by a factor of more than a hundred.

... The overall feasibility and cost of the StarTram approach was validated in 2005 by a thorough “murder board” study conducted at Sandia National Laboratory.

## Описание

### Установка первого поколения
Установка первого поколения предполагает разгонять беспилотный летательный аппарат с перегрузкой в 30 g в тоннеле длинной около 130 км, предотвращая потерю вакуума при помощи плазменного окна и компенсируя рост давления в тоннеле при кратковременном открытии механического затвора удалением воздуха используя МГД-насос. (Плазменное окно больше, чем в предыдущих конструкциях, расчетное энергопотребление 2,5 МВт для 3 метрового диаметра). В эталонном проекте выход находится на поверхности горной вершины высотой 6000 м, где грузовые капсулы достигают скорости 8,78 км/с и под углом 10° выходят на низкую околоземную орбиту. За счёт вращения Земли при стрельбе на восток дополнительная скорость, значительно превышающая номинальную орбитальную скорость, компенсирует потери во время подъема, включая 0,8 км/с от лобового сопротивления.
Грузовой корабль весом 40 т, диаметром 2 м и длиной 13 м кратковременно испытал бы воздействие входа в атмосферу. При хорошем коэффициенте сопротивления формы 0,09 пиковое замедление для удлиненного снаряда, запущенного в горы, на мгновение составляет 20 g, но уменьшается в два раза в течение первых 4 секунд и продолжает уменьшаться, поскольку оно быстро проходит над большей частью оставшейся атмосферы.
В первые секунды после выхода из пусковой трубки скорость нагрева с оптимальной носовой форме составляет около 30 кВ/см² в точке застоя, хотя и значительно меньше для большей носовой части, но падает ниже 10 кВ/см² через нескольких секунд. Планируется охлаждение с помощью транспирационной воды, кратковременно потребляя до ≈ 100 л⋅м²/с. Несколько процентов от массы снаряда в воде считается достаточным.
Сама туннельная труба для первого поколения не имеет сверхпроводников, не требует криогенного охлаждения, и ни одна из них не находится выше, чем окружающая высота ландшафта. За исключением вероятного использования сверхпроводящих магнитных хранилищ энергии в качестве метода накопления электроэнергии, сверхпроводящие магниты находятся только на движущемся космическом корабле, индуцируя ток в относительно недорогие алюминиевые петли на стенках туннеля ускорения, поднимая корабль с зазором в 10 сантиметров, в то время как второй комплект алюминиевых петель на стенках несёт переменный ток, ускоряющий линейный синхронный двигатель.